# 1909–1910-es magyar labdarúgókupa
A magyar kupát 1909-ben írta ki először a Magyar Labdarúgó-szövetség. A sorozatot az MTK csapata nyerte meg, miután a megismételt döntőben 3–1-re legyőzte a BTC csapatát.

## Története
A magyar kupa első kiírására 1909 augusztusában 24 csapat nevezett. Ősszel megindultak a küzdelmek, azonban a tényleges serleg még nem volt kész, ezért gyűjtést szerveztek. Fél év elteltével is csak jelentéktelen összeg folyt be, ezért a Nemzeti Sport azt javasolta, hogy rendezzenek sorsjátékot: adjanak ki 10 ezer sorsjegyet, a nyeremény pedig egy-egy klub által adományozott éves tiszteletjegy legyen, míg a két legnagyobb hazai sportnapilap, a Nemzeti Sport és a Sport-Világ 15-15 egész éves bekötött példányait ajánlotta fel.
Az angol mintára rendezendő kupától továbbra is sokan idegenkedtek, ezért az első döntőn nem volt kupa, és megtörtént az a példátlan eset, hogy a kupadöntőn gyűjtöttek a kupa költségeire: A Millenáris bejáratánál két perselyt állítottak fel, és a kilátogató nézők adományait várták. A gyűjtés eredménye elszomorító volt, mindössze 5 korona 60 fillér gyűlt össze.
A döntőbe az MTK és a BTC csapata jutott. Az 1910. szeptember 8-án tartott mérkőzés kezdőrúgását Kárpáti Béla szövetségi elnök végezte, a találkozót Kiss Gyula vezette, a csapatok 1–1-es döntetlennel végeztek.
A szabályok értelmében a mérkőzést október 2-án megismételték, azonban ezen a találkozón sem született döntés, amelynek két fő oka is volt. A korabeli beszámolók alapján a közönség rendre megzavarta a játékot, Reichardt Ottó játékvezető pedig az elején erélytelenül vezette a találkozót, majd sorra állította ki a játékosokat. A lefújás előtt már beállt a teljes homály, a közönség soraiban sorra gyufákat gyújtottak, amitől fényárban ragyogott a tribün. A mérkőzés a 80. percben 2–1-es MTK vezetésnél félbeszakadt.
A hátralévő 10 percet november 20-án a BTC–MAC-tartalékmérkőzés szünetében pótolták, amelyen még egy MTK-gól született, így alakult ki a 3–1-es végeredmény.
Az első magyarkupa-győztes MTK a Domonkos – Nagy, Révész – Bíró, Kürschner, Kertész III – Sebestyén, Szántó, Kertész I, Kertész II, Farkas felállásban lépett pályára.

## Eredmények

### Negyeddöntők
| 1. csapat | Eredmény | Eredmény | 2. csapat  |
| --------- | -------- | -------- | ---------- |
| MAC       | 5–1      | 5–1      | Litográfia |
| BTC       | 2–2      | 2–0      | Törekvés   |
| FTC       | 4–0      | 4–0      | NSC        |
| MTK       | n.j.     | n.j.     | ÚTE        |

### Elődöntők
| 1. csapat | Eredmény | 2. csapat |
| --------- | -------- | --------- |
| BTC       | 4–1      | MAC       |
| MTK       | 4–0      | FTC       |

### Döntő
| 1. csapat | Eredmény | Eredmény | 2. csapat |
| --------- | -------- | -------- | --------- |
| MTK       | 1–1      | 3–1      | BTC       |

| 1910. szeptember 8. |

| MTK | 1–1 | BTC |
| --- | --- | --- |
|     |     |     |

| Millenáris, Budapest Nézőszám: 3 000 Játékvezető: Kiss Gyula (magyar) |

Mivel a mérkőzés 1–1-es döntetlent hozott, a szabályok értelmében az MLSZ megismételtette a mérkőzést.

### Megismételt döntő
| 1910. október 2. |

| MTK | 3–1 | BTC |
| --- | --- | --- |
|     |     |     |

| Millenáris, Budapest Nézőszám: 4 000 Játékvezető: Reichardt Ottó (magyar) |

## Lásd még
- Magyar kupa

## Külső hivatkozások
- Az MLSZ hivatalos honlapja (magyarul)